# العلاقات الشمال مقدونية الفيتنامية
العلاقات الشمال مقدونية الفيتنامية هي العلاقات الثنائية التي تجمع بين شمال مقدونيا وفيتنام.

## مقارنة بين البلدين
هذه مقارنة عامة ومرجعية للدولتين:
| وجه المقارنة                                              | شمال مقدونيا                                               | فيتنام           |
| --------------------------------------------------------- | ---------------------------------------------------------- | ---------------- |
| المساحة (كم2)                                             | 25.71 ألف                                                  | 331.69 ألف       |
| عدد السكان (نسمة)                                         | 2.08 مليون                                                 | 94.66 مليون      |
| الكثافة السكانية (ن./كم²)                                 | 80.9                                                       | 285.39           |
| العاصمة                                                   | إسكوبية                                                    | هانوي            |
| اللغة الرسمية                                             | اللغة المقدونية، اللغة الألبانية                           | اللغة الفيتنامية |
| العملة                                                    | دينار مقدوني                                               | دونغ فيتنامي     |
| الناتج المحلي الإجمالي (بليون دولار)                      | 11.34 مليار                                                | 234.19 مليار     |
| الناتج المحلي الإجمالي (تعادل القوة الشرائية) بليون دولار | 29.26 مليار                                                | 553.42 مليار     |
| الناتج المحلي الإجمالي الاسمي للفرد دولار أمريكي          | 4.85 ألف                                                   | 2.48 ألف         |
| الناتج المحلي الإجمالي للفرد دولار أمريكي                 | 16.25 ألف                                                  | 5.63 ألف         |
| مؤشر التنمية البشرية                                      | 0.747                                                      | 0.666            |
| رمز المكالمات الدولي                                      | +389                                                       | +84              |
| رمز الإنترنت                                              | .mk                                                        | .vn              |
| المنطقة الزمنية                                           | توقيت وسط أوروبا، ت ع م+01:00، ت ع م+02:00، أوروبا/سكوبيه ‏ | ت ع م+07:00      |

## منظمات دولية مشتركة
يشترك البلدان في عضوية مجموعة من المنظمات الدولية، منها:
| علم المنظمة | اسم المنظمة                        | تاريخ انضمام شمال مقدونيا | تاريخ انضمام فيتنام |
| ----------- | ---------------------------------- | ------------------------- | ------------------- |
|             | مؤسسة التنمية الدولية              | 25 فبراير 1993            | 24 سبتمبر 1960      |
|             | يونسكو                             | 28 يونيو 1993             | 6 يوليو 1951        |
|             | وكالة ضمان الاستثمار متعدد الأطراف | 19 مارس 1993              | 5 أكتوبر 1994       |
|             | الأمم المتحدة                      | 8 أبريل 1993              | 20 سبتمبر 1977      |
|             | الاتحاد البريدي العالمي            | ?                         | ?                   |
|             | البنك الدولي للإنشاء والتعمير      | 25 فبراير 1993            | 21 سبتمبر 1956      |
|             | الاتحاد الدولي للاتصالات           | 4 مايو 1993               | 24 سبتمبر 1951      |
|             | منظمة حظر الأسلحة الكيميائية       | ?                         | ?                   |
|             | مؤسسة التمويل الدولية              | 25 فبراير 1993            | 4 أغسطس 1967        |
|             | منظمة التجارة العالمية             | ?                         | 11 يناير 2007       |
|             | منظمة الشرطة الجنائية الدولية      | ?                         | ?                   |

## وصلات خارجية
- موقع وزارة الخارجية الفيتنامية